# Jörg Wiele

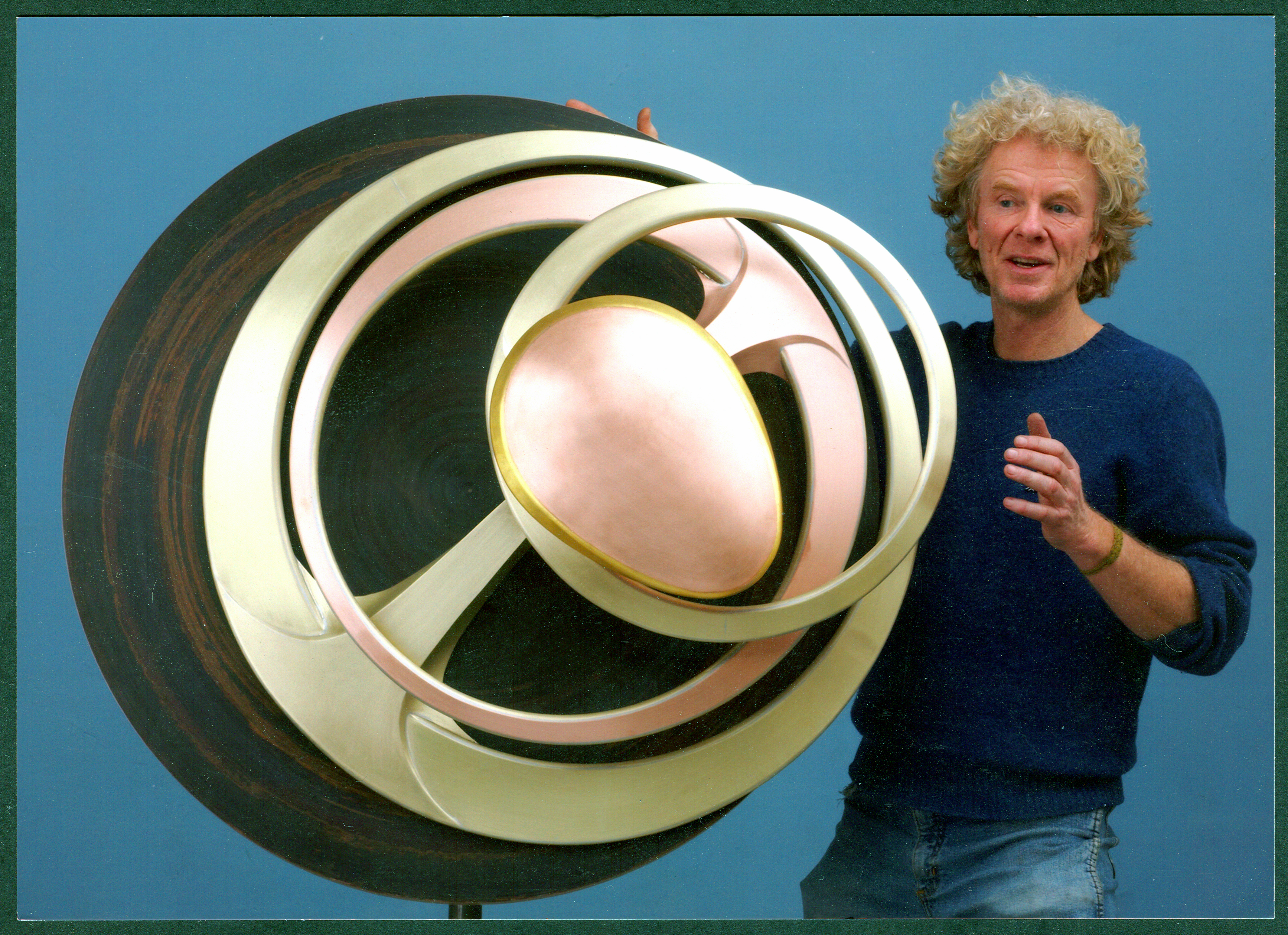
Jörg Wiele mit seiner 2008 geschaffenen Scheibenmandala

Jörg Wiele (* 2. Juni 1951 in Blievenstorf, Mecklenburg) ist ein Düsseldorfer Bildhauer, der vor allem durch seine kinetischen Objekte bekannt geworden ist. Zu seinen Werken zählen figurative kinetische Plastiken (u. a. auch der „Garuda-Zyklus“) für den Außenraum. Seine Werke sind in Deutschland installiert.

## Leben
Wiele machte als grundlegende Voraussetzung für seine Objekte von 1967 bis 1971 eine Lehre zum Feinmechaniker. 1973 bewarb er sich mit einer kleinen Plastik (die im Nachhinein richtungweisend war) an der Kunstakademie Düsseldorf und entschloss sich zu einem Bildhauerstudium. Zu seinen damaligen Professoren zählten unter anderem Fritz Schwegler und Karl Bobeck. 1981 schloss er sein Studium ab. 1978 erhielt Wiele das Ernst-Poensgens-Stipendium und arbeitete danach als freischaffender Künstler und Bildhauer in Düsseldorf. Ab 1981 folgten mehrere Studienreisen in die Türkei, nach Ägypten, Indien, Sri Lanka und nach Indonesien. Die auf den Reisen gewonnenen Eindrücke der asiatischen Kultur flossen in seine Werke. Er ist verheiratet und hat zwei Kinder.

## Werk

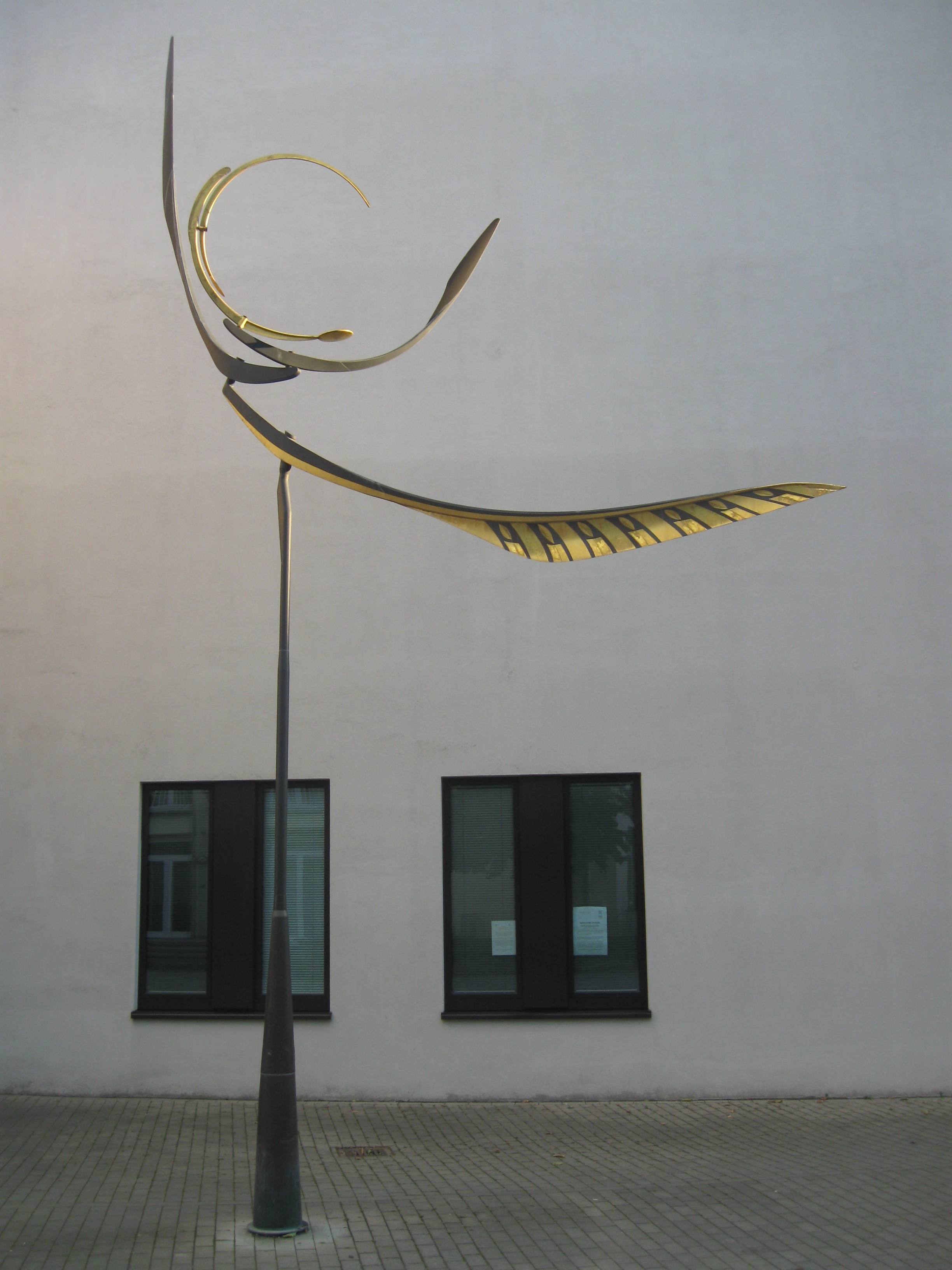
Fünf-Flügler vor der Neuen Synagoge in Gelsenkirchen (2007)

Zu Wieles Werken gehören größtenteils kinetische Plastiken für den Außenraum.

### Technische Beschreibung
Am Beispiel von „Garuda“ lässt sich ein klares Bild von Wieles Werken vermitteln.
Das Kunstwerk steht auf einem 3,8 Meter hohen Sockel aus Vulkanbasalt. Die fünf einzelnen Metallhohlformen haben Größen zwischen vier und fünf Metern mit einem Gesamtgewicht von etwa 350 Kilogramm und bestehen aus folgenden Materialien: Stahl, Kupfer, Messing, Blei, Kugellager und Blattgold. Die Gesamthöhe liegt in der Bewegung bei etwa 7 Metern und der horizontale Bewegungsdurchmesser beträgt etwa 8 Meter.

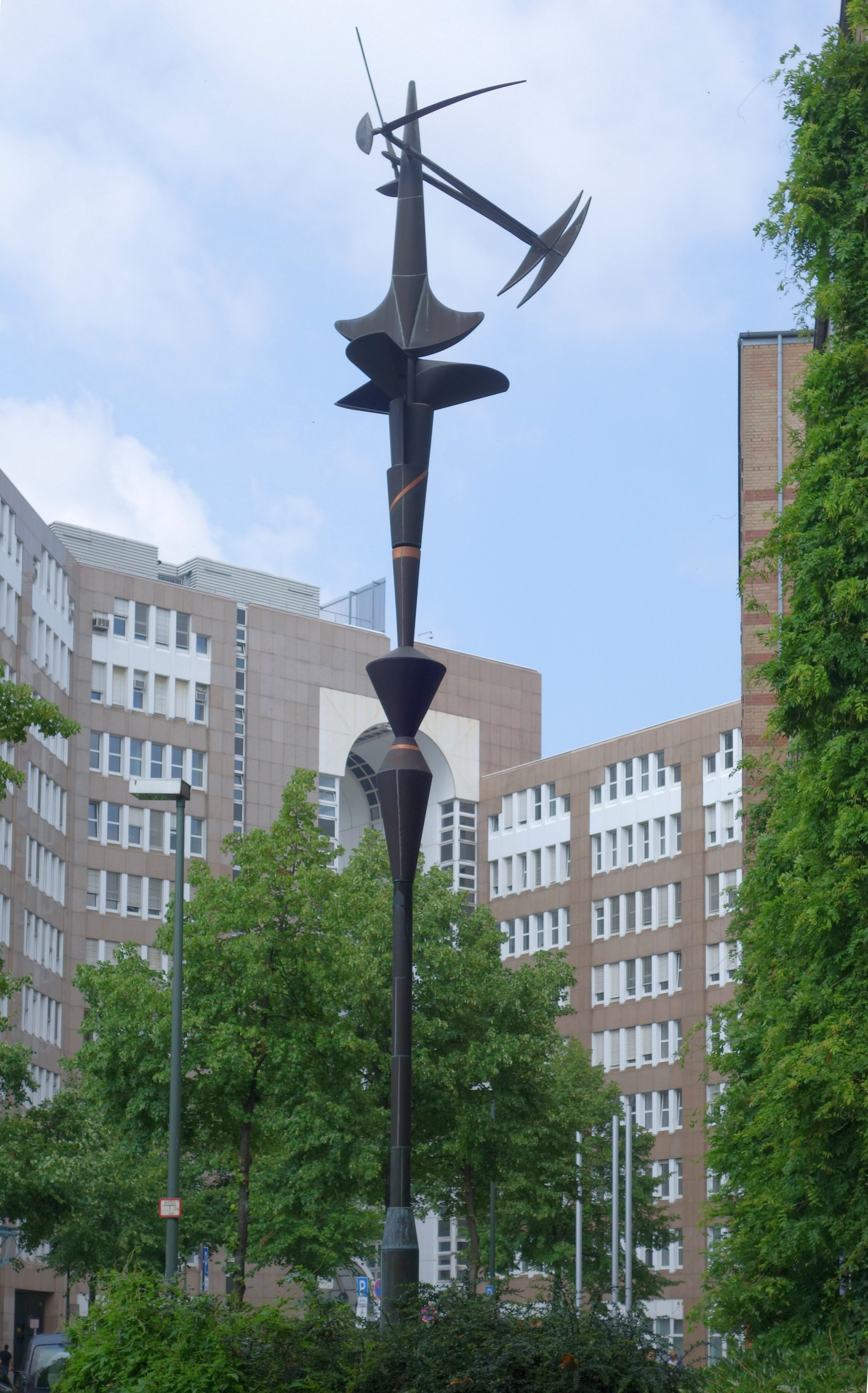
Floating Energies, 1990, Düsseldorf
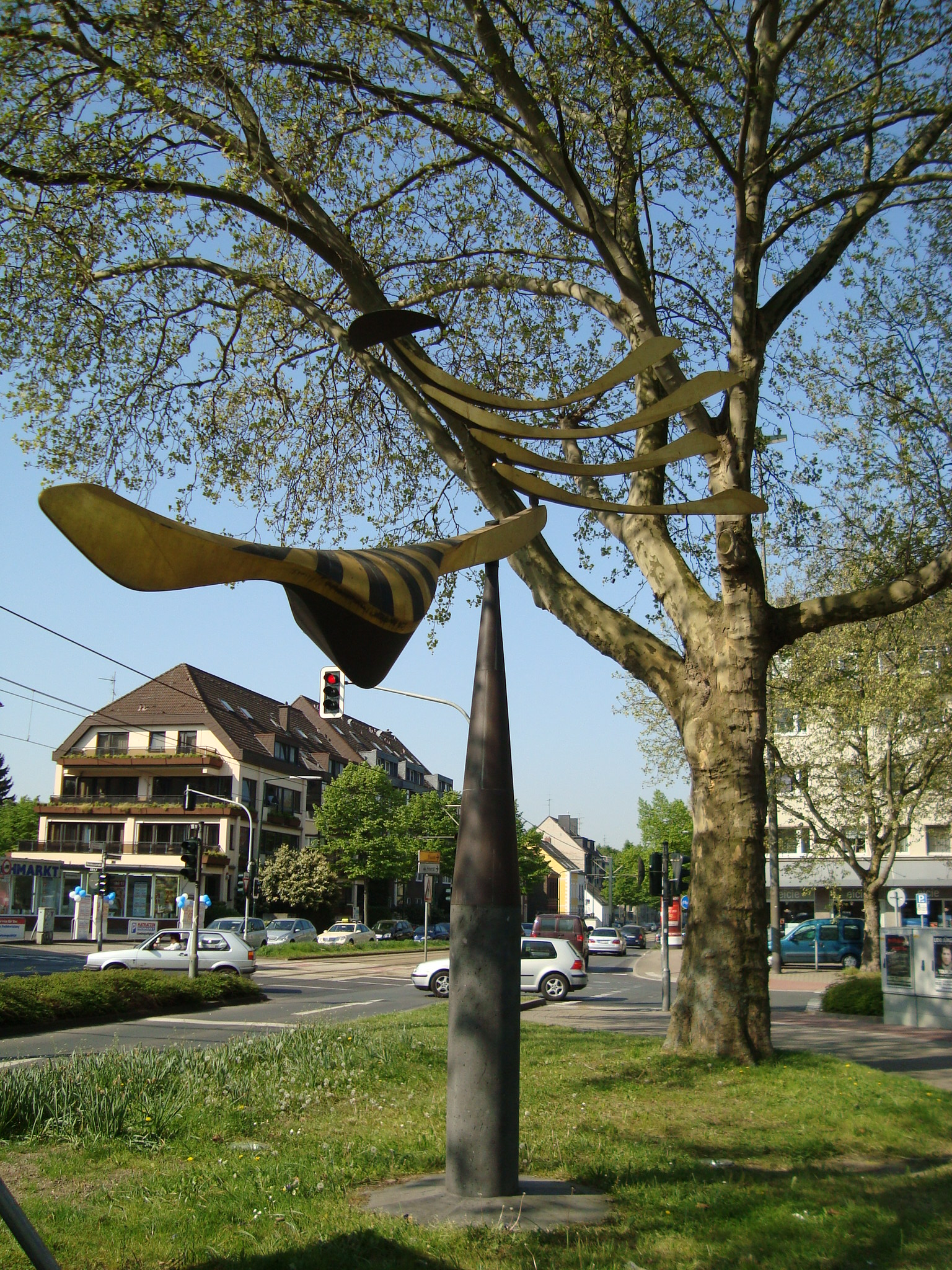
Garuda, 2002, Düsseldorf-Heerdt
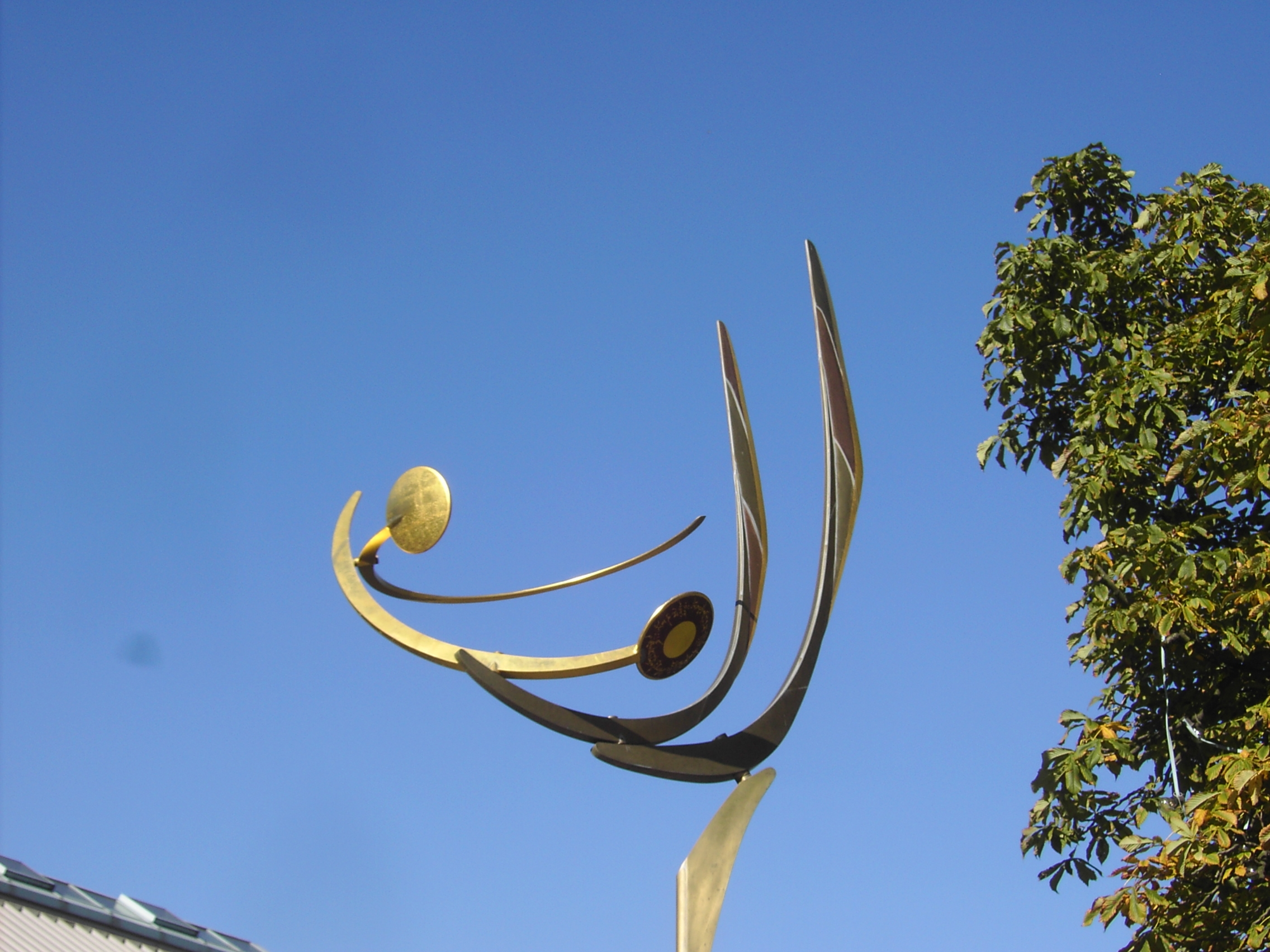
Kinetische Kreisspirale II, 2004, Meerbusch-Büderich
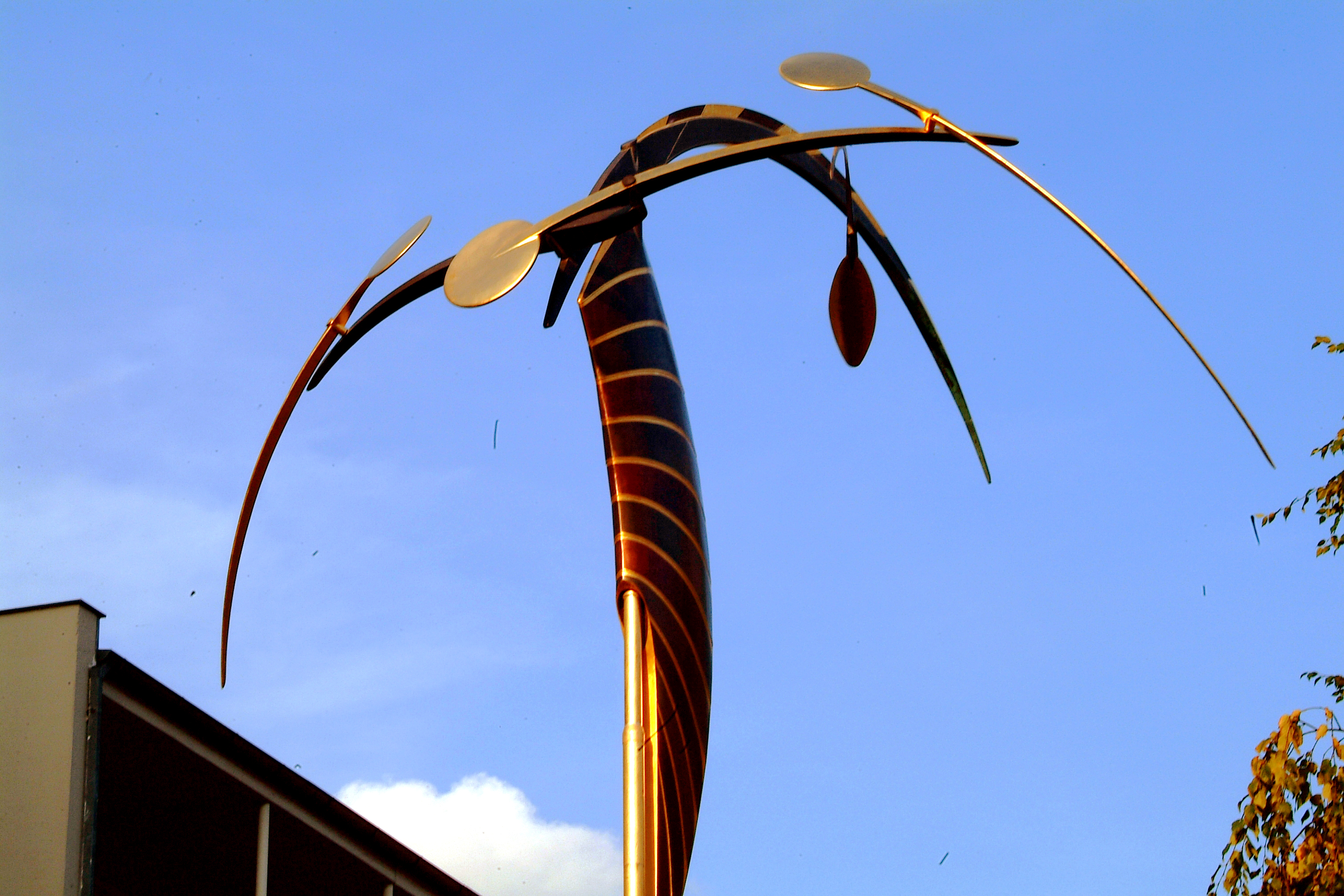
Free Flow von 2006, 2011 überarbeitet, Schiffgraben, IHK Hannover
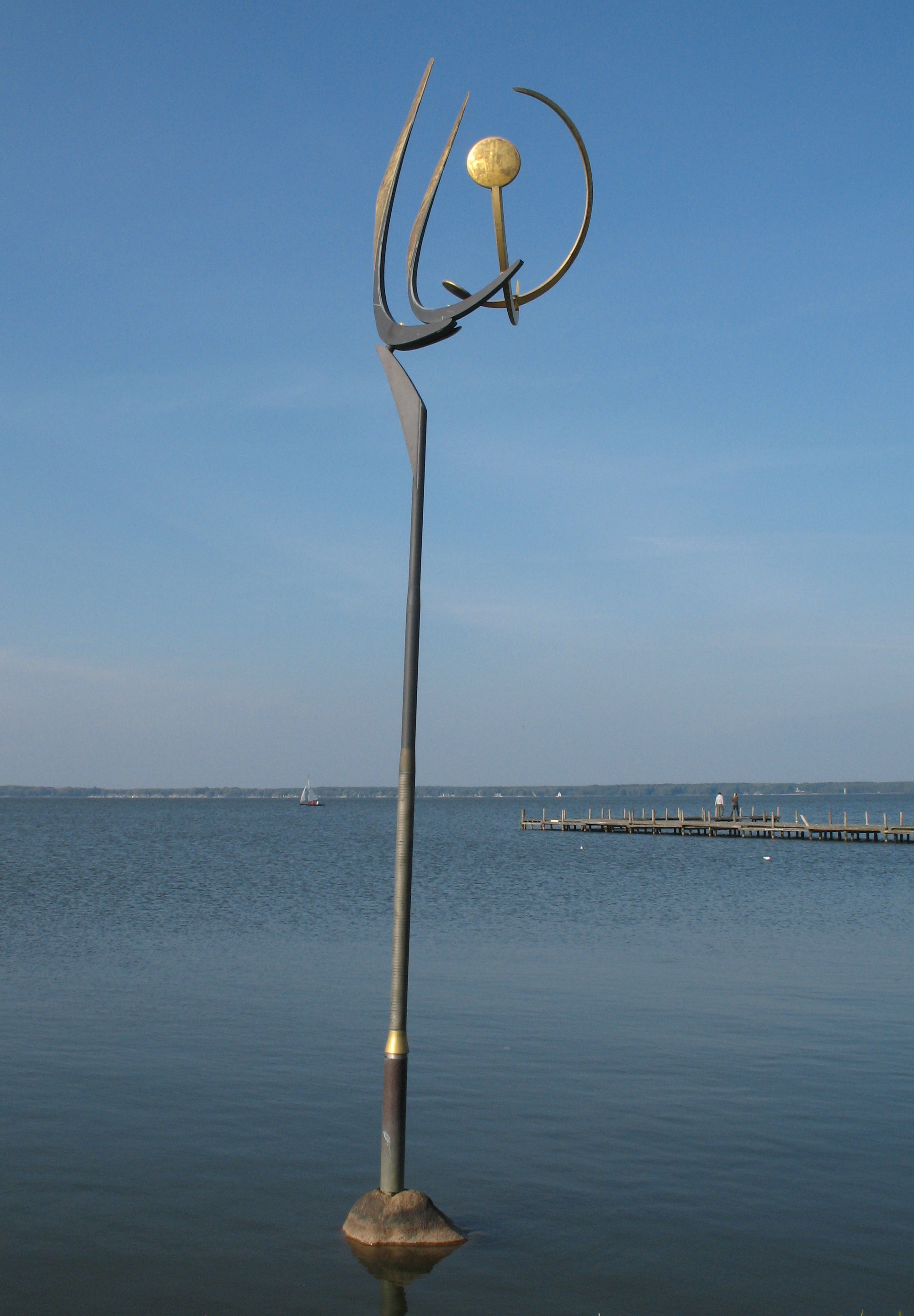
„Tanz der Winde“, 2006, Steinhude

Die „Kreisspirale“ ist ein asymmetrischer Kupferkonus auf Vulkanbasaltsockel. Er steht in der Lindenstraße in Grevenbroich und besteht aus sechs windbewegten Metallhohlformen von 2 bis 6 m Größe, die einen Bewegungsdurchmesser von 7 m haben. Das 7 m hohe Werk mit einem Gewicht von 250 kg besteht aus Kupfer, Messing, Blei, V2A/Kugellager und Blattgold.

### Ausgewählte Werke
- 1985: Kinetische Objekte in gläsernen Belüftungsröhren City Galerie, Goldbachstr. 2, Aschaffenburg
- 1985: Kupferbrunnen City Galerie, Goldbachstr. 2, Aschaffenburg
- 1985: Kinetischer „Drei-Räder-Brunnen“, Ruhrpark, Bochum
- 1988: Kinetische Hängeplastik, Innenraum Raiffeisenbank, Mellrichstadt
- 1989: Kinetische Schornsteinplastik Bertoli, Düsseldorf
- 1990: Figurative kinetische Plastik mit fünf Formen, Kienbaum, Ahlefelder Str. 47, Gummersbach
- 1990: Kinetische Plastik „Floating Energies“ Jugend- und Sozialamt, Willi-Becker-Allee, Düsseldorf
- 1992: Kinetische Plastik „Hermesflügel I“, Grüner Hof, Creischer, Belsenstr. 25, Düsseldorf
- 1993: Wandplastik „Moving pictures“ AggerGas Gesellschaft, Gummersbach
- 1994: Kinetische Plastik „Straight on two“, Wohnanlage der LZB München, Meistersingerstraße (Innenhof)
- 1995: Kinetische Plastik „Hermesflügel II“ Contigas, Effener Straße, München
- 1997: Figurative kinetische Plastik „Phönix II“, Stadtmuseum, Berger Allee 2, Düsseldorf
- 1998: Kinetische Wandplastik „Fünf Füssler“, Ferienanlage der LZB, Tegernsee, Bad Wiessee/Abwinkel
- 1998: Kinetische Plastik „Sechs Halbrunde“ auf Steinsockel, Süddeutsche Terrain-Ges. B. Schramm, Max-Joseph-Straße 7, (Innenhof), München
- 1999: Figurative kinetische Dachplastik Erl, Merzstr. 2, München (Ansicht von Sedanstr. aus)
- 1999: Kinetische Wandplastik „Open close“ Glas-Wasserturm – Lichtdesign, Dinnebier, Solingen
- 2001: Figurative kinetische Plastik „Raumfühler“ auf Granitsockel, City Galerie, Goldbachstr. 2, Schöntal-Park, Aschaffenburg
- 2002: Kinetische Plastik „Kreisspirale“ auf Vulkanbasaltsockel, City Galerie, Goldbachstr. 2, Schöntal-Park, Aschaffenburg
- 2002: Kinetische Plastik „Kreisspirale“ auf Vulkanbasaltsockel, Liberty Steel, Lindenstraße 5, Grevenbroich
- 2002: Kinetische Plastik „Vier Halbrunde“ Bender, Le Muy, Frankreich
- 2002: Kinetische Hängeplastik „Mandala“ für Innenraum G.E.W., Parkgürtel 24, Köln
- 2002: Figurative kinetische Plastik „Garuda“ auf Vulkanbasaltsockel, Nikolaus-Knopp-Platz, Düsseldorf-Heerdt
- 2003: Kinetische Plastik „Kreisspirale“, „Vier Halbrunde auf Steinsockel“, St.-Clemens-Kirche (Vorplatz), Bergisch Gladbach-Paffrath
- 2004: Brunnenplastik Drei Halbrunde, Accenture, Kronenberg/Frankfurt, Stadtsparkasse Gelsenkirchen
- 2006: Kinetische Plastik Free Flow
- 2006: Kinetische Plastik Kreisspirale II, Steinhude
- 2006: Kinetische Plastik Vier Halbrunde Rajcic, Kunsthaus Bühler
- 2006: Kinetische Plastik Kreisspirale I, Infoscore/Kiener, Baden-Baden
- 2007: Fünf-Flügler vor der Neuen Synagoge in Gelsenkirchen
- 2007: Kinetische Plastik Kreisspirale II, Deutsches Eck Büderich
- 2009: Kreisspirale III, Krankenhaus Landau
- 2009: Fünfflügler-mittel, Amtsgericht, Mettmann
- 2010: Hängeplastik WILO, Firma WILO-Pumpen, Dortmund
- 2011: überarbeitete kinetische Plastik Free Flow (von 2006), IHK Hannover, Schiffgraben

### Ausstellungen
- 1976: Helwan-Universität, Kairo
- 1982: Skulpturenpark Seestern, Düsseldorf
- 1982, 1983: Düsseldorfer Jahresausstellung
- 1984: Galerie Hündling, Wuppertal
- 1986–1992: Große Kunstausstellung NRW, Düsseldorf
- 1988: Skulptur/D 88, 700 Jahre Düsseldorf
- 1988, 1991, 1997: Troillet / Tiergarten, Düsseldorf
- 1990: Kienbaum-Unternehmensberatung, Gummersbach
- 1997: Stadthalle Viersen / Ballettaufführung „Carpe diem“ mit kinetischer Plastik Garuda
- 1997–1998: Stadtmuseum Düsseldorf, kinetische Plastiken im Park und am Gebäude
- 1999: Kunst- und Ausstellungshalle der BRD, Bonn „Kulinarien“
- 2004: Städtisches Museum Gelsenkirchen: MOVENS – Kinetische Plastiken im Innen- und Aussenbereich[1]